# Бесілья-де-Вальдерадуей
Бесілья-де-Вальдерадуей (ісп. Becilla de Valderaduey) — муніципалітет в Іспанії, у складі автономної спільноти Кастилія-і-Леон, у провінції Вальядолід. Населення — 321 особа (2010).
Муніципалітет розташований на відстані близько 230 км на північний захід від Мадрида, 65 км на північний захід від Вальядоліда.

## Демографія
Динаміка населення (INE ):